# چراغی در افق
چراغی در افق نام یک آلبوم موسیقی اثر محمد نوری، هنرمند ایرانی است که در سبک پاپ تهیه شده و دارای ۸ آهنگ است. آهنگسازی این آلبوم را تماماً محمد سریر انجام داده است. این اثر توسط موسسه صوتی‌تصویری سروش منتشر شده است. 

## فهرست آهنگ‌ها
| ردیف | آهنگ           |
| ۱    | چراغی در افق   |
| ۲    | آواز با عشق    |
| ۳    | نوازش باران    |
| ۴    | حریر مهتاب     |
| ۵    | شب تنهایی      |
| ۶    | عشق دیرین      |
| ۷    | حسرت           |
| ۸    | کوره راه زندگی |